# Olimpíada de xadrez de 2010
A Olimpíada de xadrez de 2010 foi a 39.ª edição da Olimpíada de Xadrez organizada pela FIDE, realizada em Khanty-Mansiysk entre os dias 19 de setembro e 4 de outubro. A Ucrânia (Vassily Ivanchuk, Ruslan Ponomariov, Pavel Eljanov, Zahar Efimenko, Olexandr Moiseenko) conquistou novamente a medalha de ouro, seguidos de Rússia (Vladimir Kramnik, Alexander Grischuk, Peter Svidler, Sergei Karjakin e Vladimir Malakhov) e Israel (Boris Gelfand, Emil Sutovsky, Ilia Smirin, Maxim Rodshtein, e Victor Mikhalevski). No feminino, a equipe A da Rússia (Tatiana Kosintseva, Alexandra Kosteniuk, Alisa Galliamova e Valentina Gunina) conquistou o ouro, seguidas da China (Hou Yifan, Ju Wenjun, Zhao Chue, Huang Qian e Wang Yu) e Geórgia (Nana Dzagnidze, Lela Javakhishvili, Salome Melia, Sopiko Khukhanshvili e Bela Khotenashvili).

## Quadro de medalhas

### Aberto
| Tabuleiro | Ouro                 | Prata              | Bronze               |
| 1.º       | UKR Vassily Ivanchuk | ARM Levon Aronian  | RUS Yan Nepomnyaschy |
| 2.º       | ISR Emil Sutovsky    | HUN Zoltán Almási  | CHN Wang Hao         |
| 3.º       | BLR Vitaly Teterev   | UKR Pavel Eljanov  | RUS Pavel Eljanov    |
| 4.º       | RUS Sergei Karjakin  | UKR Zahar Efimenko | NED Anish Giri       |
| 1.º res   | FRA Sébastien Feller | POL Mateusz Bartel | CZE Vlastimil Babula |

### Feminino
| Tabuleiro | Ouro                     | Prata                  | Bronze                  |
| 1.º       | RUS Tatiana Kosintseva   | AZE Zeinab Mamedyarova | CHN Hou Yifan           |
| 2.º       | RUS Nadezhda Kosintseva  | CHN Ju Wenjun          | VIE Phạm Lê Thảo Nguyên |
| 3.º       | CUB Yaniet Marrero López | GEO Salome Melia       | LAT Ilze Bērziņa        |
| 4.º       | UKR Inna Gaponenko       | RUS Anastasia Bodnaruk | ISR Olga Vasiliev       |
| res       | UKR Maria Muzychuk       | RUS Alina Kashlinskaya | GEO Bela Khotenashvili  |